# Tegelberg
Der Tegelberg ist ein markantes, steil aus dem Alpenvorland aufragendes Bergmassiv bei Schwangau in den Ammergauer Alpen im südlichen Landkreis Ostallgäu in Bayern. Der höchste Punkt mit einer Höhe von 1881 m ü. NHN ist der Branderschrofen.

## Lage

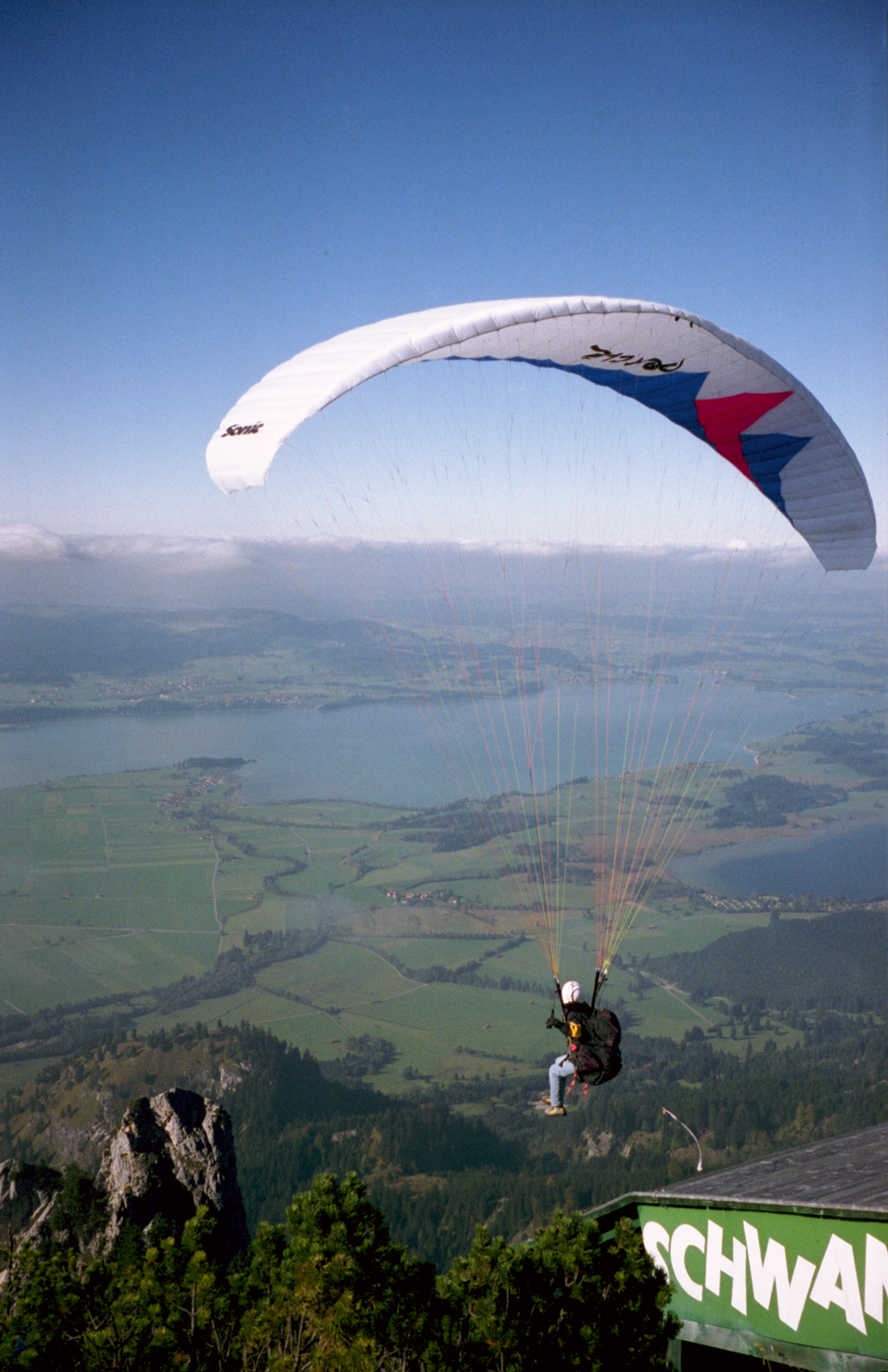
Gleitschirmfliegen

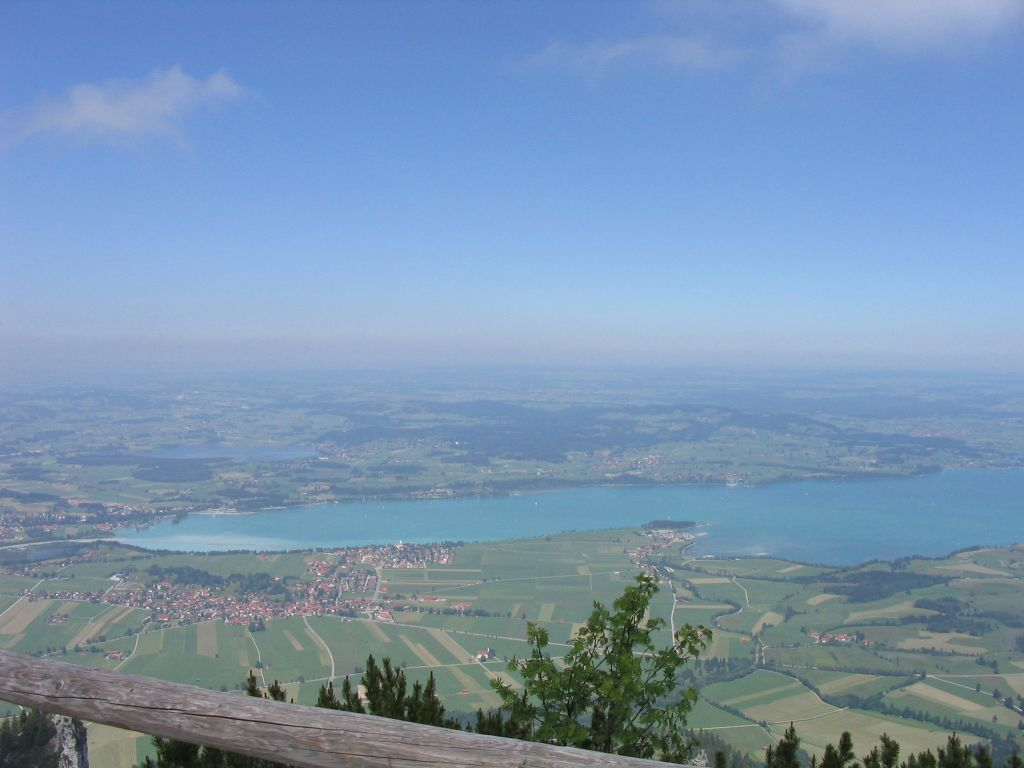
Schwangau von Tegelberg aus gesehen, mit Forggensee und Hopfensee im Hintergrund

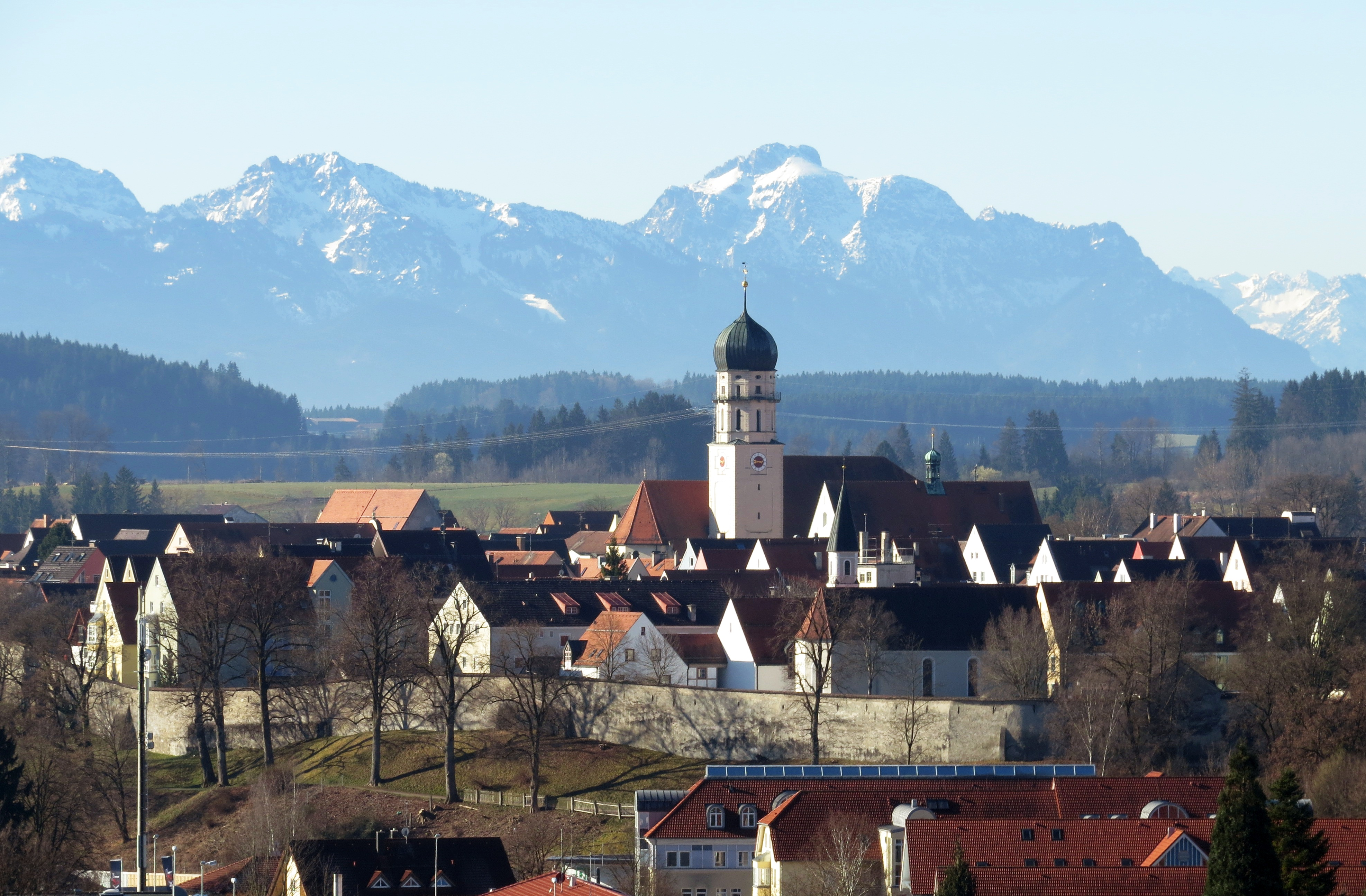
Tegelberg und Säuling, aus ca. 30 km Entfernung von Schongau aus gesehen

Das Tegelberg-Massiv beginnt im Westen an der Pöllat, die unter der Marienbrücke hindurch und dann nahe am Schloss Neuschwanstein vorbeifließt. Sein Bergrücken steigt von dort Richtung Osten steil bis auf 1455 m an; in diesem Bereich gibt es einige Zacken und Zinnen. Etwas weiter östlich davon steigt der Grat am Tegelbergkopf auf 1587 m an. Etwa einen Kilometer weiter östlich liegen auf dem Grat das Tegelberghaus und die Bergstation der Tegelbergbahn.
Nördlich des beschriebenen Bergrückens liegt die markante Zinne des der 1645 m hohen Torkopfes und der Gelbe Wandschrofen. Dazwischen steht der Mittelpfeiler der Bergbahn. Die Erhebung östlich der Talstation heißt Hornburg, ist 1172 m hoch und fast vollständig bewaldet.

## Sehenswürdigkeiten
Der Tegelberg ist über die gleichnamige Bergbahn erschlossen. Der Berg ist ein beliebtes Ziel für Bergwanderer, Drachenflieger, Gleitschirmflieger und Skifahrer. Neben der Bergstation auf 1720 m befindet sich eine Panoramagaststätte. Unweit davon entfernt steht das Tegelberghaus. Diese Wirtschaft war früher das königlich-bayerische Jagdhaus von Maximilian II.
Von der Bergstation aus sieht man unter anderem Säuling, Hoher Straußberg, Bannwaldsee, Forggensee und Hopfensee.
Direkt an der Talstation der Tegelbergbahn liegt eine 760 m lange Sommerrodelbahn. Ebenfalls nahe der Station wurden nach ersten Hinweisen im Jahr 1934 bei Suchgrabungen im darauffolgenden Jahr ausgedehnte römische Siedlungsreste entdeckt. Fundamente eines gut erhaltenen Badegebäudes wurden 1967/68 neben der Talstation ergraben und anschließend der Öffentlichkeit zugänglich gemacht (Römervilla). Die Schlösser Neuschwanstein und Hohenschwangau befinden sich ebenfalls am Fuße des Tegelbergs.

## Wanderungen

### Aufstiege auf den Tegelberg
Auch ohne die Benutzung der Seilbahn ist der Tegelberg über markierte Wanderwege zu erreichen. Mögliche Anstiege führen zum Beispiel über die Pöllatschlucht und die Marienbrücke oder von der Rohrkopfhütte entlang der Hauptabfahrt zum Tegelberghaus. Auch von Süden kann der Tegelberg über den Ahornreitweg leicht erreicht werden. Mehrere Klettersteige (Gelbe-Wand-Steig, Tegelbergsteig, Fingersteig) führen ebenfalls auf den Berg.

### Aufstieg von der Tegelbergbahn-Bergstation auf den Branderschrofen
Der Aufstieg dauert ungefähr eine halbe Stunde. Der Weg beginnt hinter dem Drachen- und Gleitschirmfliegerstartplatz; er führt zunächst durch Latschen und ist einfach. Ab dem Hinweisschild „Nur für Geübte“ gibt es stellenweise Drahtseile zur Sicherung.
Kurz vor dem Schlussanstieg zum Gipfelkreuz gibt es eine Einkerbung im Berg (ca. 2,5 × 2,5 Meter), die einen weiten Blick auf den Forggensee und umliegende Seen freigibt. Bei Starkwind aus Nord oder Nordwest pfeift es hier laut (Düseneffekt).
Weitere Anstiege auf den Gipfel führen vom Branderfleck über den Ostgrat und vom Latschenköpfl aus über den Nordgrat. Beide erfordern zwar kaum Kletterei im eigentlichen Sinne, aber Trittsicherheit und Schwindelfreiheit auf den schmalen, grasigen Graten, die bei Nässe keinesfalls begangen werden dürfen. Beide Anstiege werden mit einem I. Schwierigkeitsgrad nach der UIAA-Skala bewertet und sind weder markiert, beschildert noch in den üblichen Kartenwerken verzeichnet.

## Wintersport

### Skiabfahrten
Neben der Hauptabfahrt (4,3 km) von der Bergstation zur Talstation mit einer Höhendifferenz von etwa 900 Höhenmetern gibt es am Bergfuß noch mehrere kleine Liftanlagen.

### Skitouren
Der Tegelberg ist bei Tourengehern beliebt.  Die Höhendifferenz zwischen Parkplatz an der Talstation (802 m) und Bergstation (1707 m) beträgt etwa 900 Höhenmeter. Dazwischen gibt es eine vom Deutschen Alpenverein (DAV) gut beschilderte Aufstiegsroute.
Bei hoher Lawinenwarnstufe oder bei dürftigem Naturschnee bevorzugen Tourengeher die gesicherten und beschneiten Skipisten (5,2 km Anstieg) zum Aufstieg.
Die vom DAV beschilderte Route führt vom Parkplatz der Tegelbergbahn großenteils abseits der Piste durch den Wald bis zur Rohrkopfhütte (1330 m). Anschließend folgt die Route Forstwegen östlich der Piste; die letzten 200 Höhenmeter steigt man am Rand der Piste auf. Vor allem gegen Ende der Tour oder beim Aufstieg über die Piste sind streckenweise für Skitourenverhältnisse steile Passagen vorhanden.
Ein weiterer Aufstieg zum Branderschrofen (1881 m) kann entlang des oben genannten Weges über den westlichen Grat erfolgen. Bis zu dem Beginn des Drahtsicherungen ist dies problemlos mit Skiern möglich. Der weitere Weg erfolgt ohne Ski, bei eisigen Verhältnissen sind Steigeisen erforderlich. Eine Sicherung am Drahtseil ist im Winter in der Regel schneebedingt nicht möglich. Triebschneeansammlungen und Wechten bergen häufig erhebliche Lawinengefahren, zudem besteht Absturzgefahr bei Trittfehlern. Eine Winterbegehung ist nur bei ausreichender alpiner Erfahrung zu empfehlen.
Die Abfahrt erfolgt entlang der normalen Piste. Vom Branderschrofen-Westgrat besteht, sichere Verhältnisse vorausgesetzt, die Möglichkeit, in den nordseitigen Kessel („Grüble“) durch steile Couloirs (teilweise ~50°) abzufahren. Neben Steinschlag besteht hier erhebliche Lawinengefahr, wie ein tödlicher Unfall 2006 zeigt.
Seit 2010/2011 gibt es einen Skitouren-Lehrpfad mit Schautafeln zu den Themen Sicherheit, Umweltverträglichkeit und Skitechnik entlang der DAV-Aufstiegsroute.

## Gleitschirmfliegen am Tegelberg
Der Hauptstartplatz befindet sich direkt neben der Bergstation auf 1730 m und bietet mit Nordwest und Nordost zwei Startrichtungen. Der Landeplatz liegt an der Zufahrtsstraße, unmittelbar unterhalb des Falkenlifts, auf 820 m.
Größter örtlicher Gleitschirmflieger-Verein ist der Ostallgäuer Gleitschirmflieger e. V.

## Einkehrmöglichkeiten bzw. Berghütten
- Rohrkopfhütte (bewirtschaftet)
- Tegelberghaus (bewirtschaftet)
- Tegelberg-Panoramarestaurant (bewirtschaftet)
- Reithalpe (teilweise bewirtschaftet)
- Ilgemösle Hütte (nicht bewirtschaftet)